# ロタウイルスワクチン
ロタウイルスワクチンは、ロタウイルスの感染を防ぐために用いられるワクチンである。ロタウイルスは幼児の重症下痢の主要な病原体である。ロタウイルスワクチンは発展途上国で15から34%の、先進国で37から96%の重篤な下痢を防いでいる。このワクチンは幼児の下痢による死亡リスクを減少させるようである。また、乳児に対する免疫は、免疫を受けていない乳児における感染率を低下させるようである。
世界保健機構  (WHO) は、特に流行地域において、ロタウイルスワクチンを各国の予防接種プログラムに加える事を推奨している。ロタウイルスワクチンの予防接種は母乳の授乳、手洗い、清浄な水、良好な衛生条件を伴うべきである。ロタウイルスワクチンは経口投与によって接種され、2回ないし3回の投与が必要である。投与は6週齢に開始する。
現在使用されるワクチンの安全性は高い。これはHIV感染症を伴うものに対しても同様である。現在使用されていない過去のワクチンは腸重積症と関連していたが、現在使用されるワクチンに関しては不明である。腸重積を起こす可能性から腸重積症の既往歴を持つ乳児に対しては用いられない。ロタウイルスワクチンは弱毒化されたロタウイルスから製造される。
ロタウイルスワクチンは2006年にアメリカで初めて使用された。WHO必須医薬品リストにも挙げられており、医療制度において必要とされる最も効果的で最も安全な医薬品である。2014年現在、発展途上国における卸売価格は、1回当たり6.96米ドルから20.66米ドルの間である。一方でアメリカでは200米ドル以上かかる。2013年現在で世界的に利用されているロタウイルスワクチンはRotarixとRotaTeqの2製品であるが、一部の国では他のワクチンも使用される。

## 医学用途

### 効果
2009年にRheingansらはロタウイルスワクチンが毎年世界中でロタウイルス性胃腸炎による死亡の45%、あるいは228000件を防いでいると推定している。接種1回当たり5米ドルで、低所得国、低位中所得国、高位中所得国においてそれぞれ1人当たり3015ドル、9951ドル、11296ドル分の効果を示すと推定される。
アフリカとアジアで行われた安全性・有効性の試験ではロタウイルスワクチンは、ロタウイルスによる死の大半を占める発展途上国における乳児の重症例を劇的に減少させた。2012年にコクランレビューはロタウイルスワクチンが効果的なワクチンであると結論づけている。
ロタウイルスワクチンは100カ国以上の国で認可されており、また80カ国以上の国がロタウイルスワクチンを予防接種プログラムに導入している。ロタウイルス感染症の発生率と重篤度はロタウイルスワクチン導入の推奨に従った国で著しく減少している。2006年にロタウイルスワクチンを世界で初めて導入した国の１つであるメキシコでは、ロタウイルス性の下痢症による2歳以下の死亡率が2009年のシーズンには65%以上減少した。同様に2006年にロタウイルスワクチンを導入した国の１つであるニカラグアでもロタウイルスワクチンは充分な効果を示し、ロタウイルス感染症の重症例の60%を防止、さらに救急救命室の外来を半減させた。また、アメリカではロタウイルスによる入院が2006年から86%減少した。ロタウイルスワクチンを導入した発展途上国における研究は、ロタウイルスワクチンの導入がロタウイルス性下痢症による死や入院を減少させることを支持する。
さらにロタウイルスワクチンは、市中を循環するロタウイルスへの曝露を抑える事で、ワクチンの接種を受けていない小児を感染から守るかもしれない。ロタウイルスワクチンを予防接種プログラムに導入した国における臨床試験データをまとめた2014年のレビューは、ロタウイルスワクチンがロタウイルスに起因する入院を49-92%減少させるのみならず、全下痢症の入院患者数を17-55%減少させることを明らかにした。

### 接種スケジュール
世界保健機構は初回接種を生後6週が経過した時点で行うことを推奨している。投与するワクチンの種類によるが、2回目、3回目の接種は初回から1ヶ月以上あけて行う。ロタウイルスの感染はほとんどの場合生後6ヶ月から2歳の間に発生するため、2歳を超えた幼児に対する接種は推奨されない。
日本では、2020年10月1日より定期接種となる。日本では、生後2か月での接種が推奨されていて、ヒブ、小児用肺炎球菌ワクチン（PCV13）、B型肝炎との同時接種が可能
- ロタリックス（経口弱毒生ヒトロタウイルスワクチン、1価、グラクソ・スミスクライン（GSK））- 4週間以上の間隔をおいて2回
- ロタテック（5価経口弱毒生ロタウイルスワクチン、MSD）- 4週間以上の間隔をおいて3回

## 製品

### Rotarix
Rotarixは1価の弱毒生ヒトロタウイルスワクチンで、G1P[8]株の1株のみを含む。Rotarixは乳幼児に2回接種することでG1株および非G1株（G3、G4およびG9株）によるロタウイルス性胃腸炎の予防に適応される。このワクチンは2008年4月にアメリカ合衆国FDAの認証を受けた。

### RotaTeq

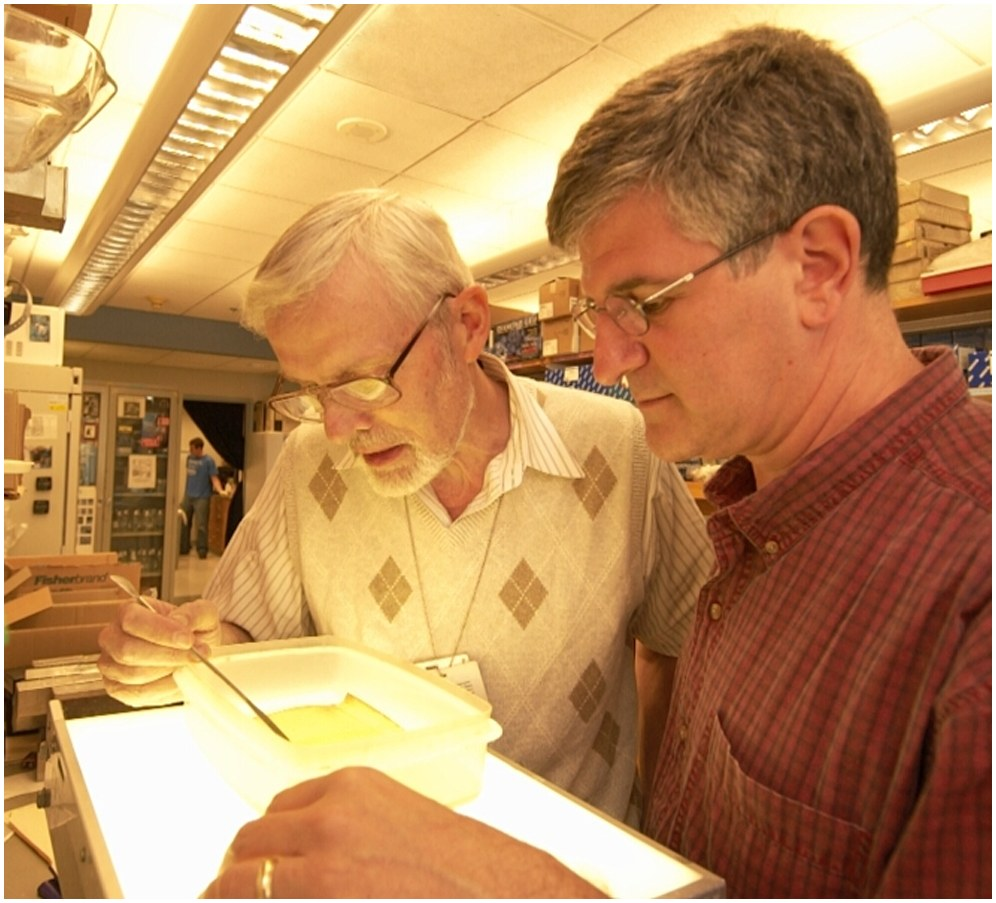
RotaTeqの開発者であるH. Fred ClarkとPaul Offit。

RotaTeqは5価の経口生ワクチンで、遺伝子再集合によって合成された5種のウイルス株を含む。遺伝子再集合で合成されたA群ロタウイルスの親株はヒトとウシから分離された。含まれる5種のウイルスの内、4種の再集合ウイルスはヒトロタウイルス（G1、G2、G3およびG4株）由来の外膜タンパク質VP7と、ウシロタウイルス（P7）由来の吸着タンパク質VP4を発現する。残りの1株はヒトロタウイルス（P1A）由来の吸着タンパク質VP4とウシロタウイルス（G6）由来の外膜タンパク質VP7を発現する。2006年にアメリカ合衆国FDAがRotaTeqの米国内における使用を認可し、同年8月にはカナダの保健省がこれに続いた。メルク社は各国における政府や非政府組織の協力者に働きかけ、発展途上国におけるRotaTeqの普及に努めている。

### Rotavac
Rotavacは2014年にインドで認可されたワクチンでBharat Biotech International Limitedにより製造される。このワクチンは単価の生ワクチンでインド人の小児から分離されたヒトロタウイルス、G9P[11]株を成分としている。このワクチンは経口ワクチンで、初回を6週齢から8ヵ月齢の間に接種し、4週間おきに3回接種を行う。

### Rotavin-M1
Rotavin-M1は2007年にベトナムで認可されたワクチンでCenter for Research and Production of Vaccinesが製造している。このワクチンはヒトロタウイルスのG1P[8]株を含む。 

### Lanzhou lamb
Lanzhou lambは2000年に中国で認可されたロタウイルスワクチンで、Lanzhou Institute of Biological Productsが製造している。G10P lamb株を含む。

## 歴史
1998年にアメリカ合衆国でロタウイルスワクチン、RotaShield（Wyeth製造）が認可された。アメリカ合衆国、フィンランド、ベネズエラで行われた臨床治験はA群ロタウイルスによる重症下痢を80から100%防ぐことを示しており、また統計学的に有意な重度の副作用は認められなかった。しかし、1999年に製造会社はこのロタウイルスワクチンを市場から回収する。これはこのワクチンが12000人当たり1人の割合で腸重積や腸閉塞を引き起こしうることが明らかになったためである。そこから競争企業が新しいロタウイルスワクチンを上市するまでには8年を要した。これが小児への使用時にRotaShieldより安全で効果的なワクチン、グラクソスミスクライン社のRotarixとメルク社のRotaTeqである。いずれも経口生ワクチンである。
WHOはロタウイルスワクチンを各国の予防接種プログラムに導入することを推奨している。これはロタウイルスによる下痢症の重篤度や致死性を防止できる利点に比べると、RotarixやRotaTeqなどのロタウイルスワクチンを接種することによる腸重積のリスクが極めて低いためである。

## 社会的影響
80カ国以上の国がロタウイルスワクチンを予防接種プログラムに導入しており、その内約半分がGAVIアライアンスによる援助を受けている。また、GAVI以外にもPAHOやUNICEFなどの機関が独自に援助を実行、計画している。 

### 価格
| 地域                    | ワクチン                | 価格（記述が無い場合米ドル、必要回数の接種あたり）                     |
| ----------------------- | ----------------------- | ---------------------------------------------------------------------- |
| オーストラリア          | Rotarix/RotaTeq         | Not in public domain                                                   |
| フランス                | Rotarix                 | 60ドル                                                                 |
| Gavi                    | Rotarix/RotaTeq         | 2.13–3.56ドル/回                                                       |
| Gavi-eligible countries | Rotarix/RotaTeq         | 0.30–0.60ドル (助成時の自己負担額)                                     |
| インド                  | Rotavac/Rotarix/RotaTeq | 1ドル (Rotavac) /31ドル(Rotarix) /41ドル (RotaTeq)                     |
| 日本                    | Rotarix/RotaTeq         | 10000円 (Rotarix, 希望納品価格、1回当たり) 5800円 (RotaTeq, 1回当たり) |
| PAHO                    | Rotarix/RotaTeq         | 13–15.45ドル                                                           |
| 英国                    | Rotarix                 | 45ドル (概算)                                                          |
| 米国                    | Rotarix/RotaTeq         | 184–192ドル (CDC) 213–226ドル (市場価格)                               |

ロタウイルスワクチンの価格は国によって異なる。GAVI-eligible countriesでは0.50米ドル程度であるが、アメリカ合衆国では185–226米ドルである。GAVIへの卸売価格は製薬企業の提供により2006年から2011年までに67%減少し、2.13–3.56米ドルとなったが、それでもなおWHOのExpanded Programme on Immunizationに含まれる他の小児用ワクチンと比較すると高価である。
接種義務の無い先進国における価格は非常に高い。例えばフランスでは全額自己負担で60.38ユーロかかる。表は様々な国と地域におけるロタウイルスワクチンの価格を示す。
現在世界的に使用されるワクチンより安価な新規ワクチンの開発も進行中である。RotavacはインドのBharat Biotechによって製造されるワクチンでインド国内においてのみ認可されている。このワクチンの開発は市場価格を接種1回当たり1米ドル未満に抑えることを目標にしている。また他にも複数のワクチンに対しフェーズIIIの臨床治験が行われている。